# St. Martin (Dornwang)

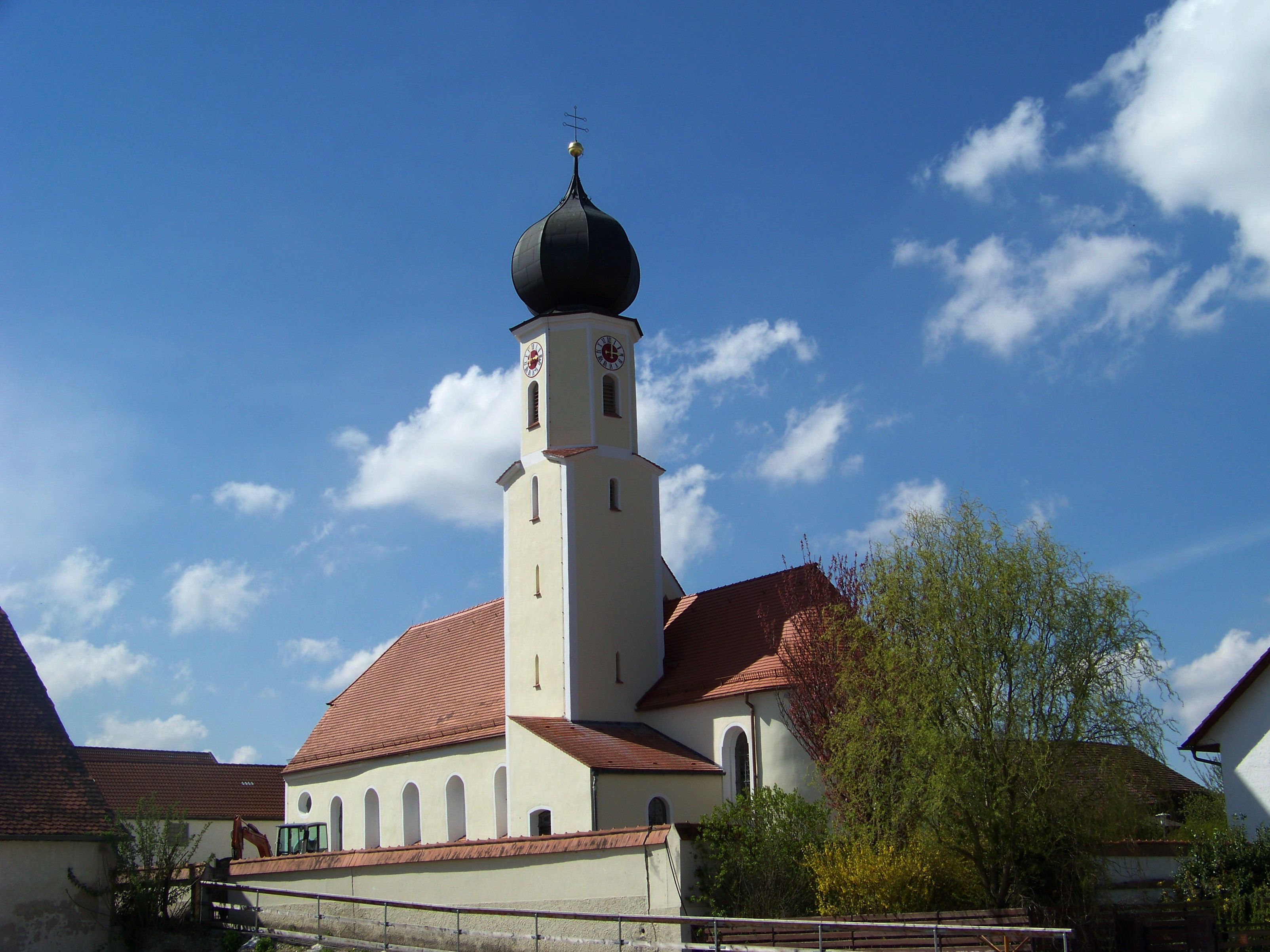
St. Martin in Dornwang

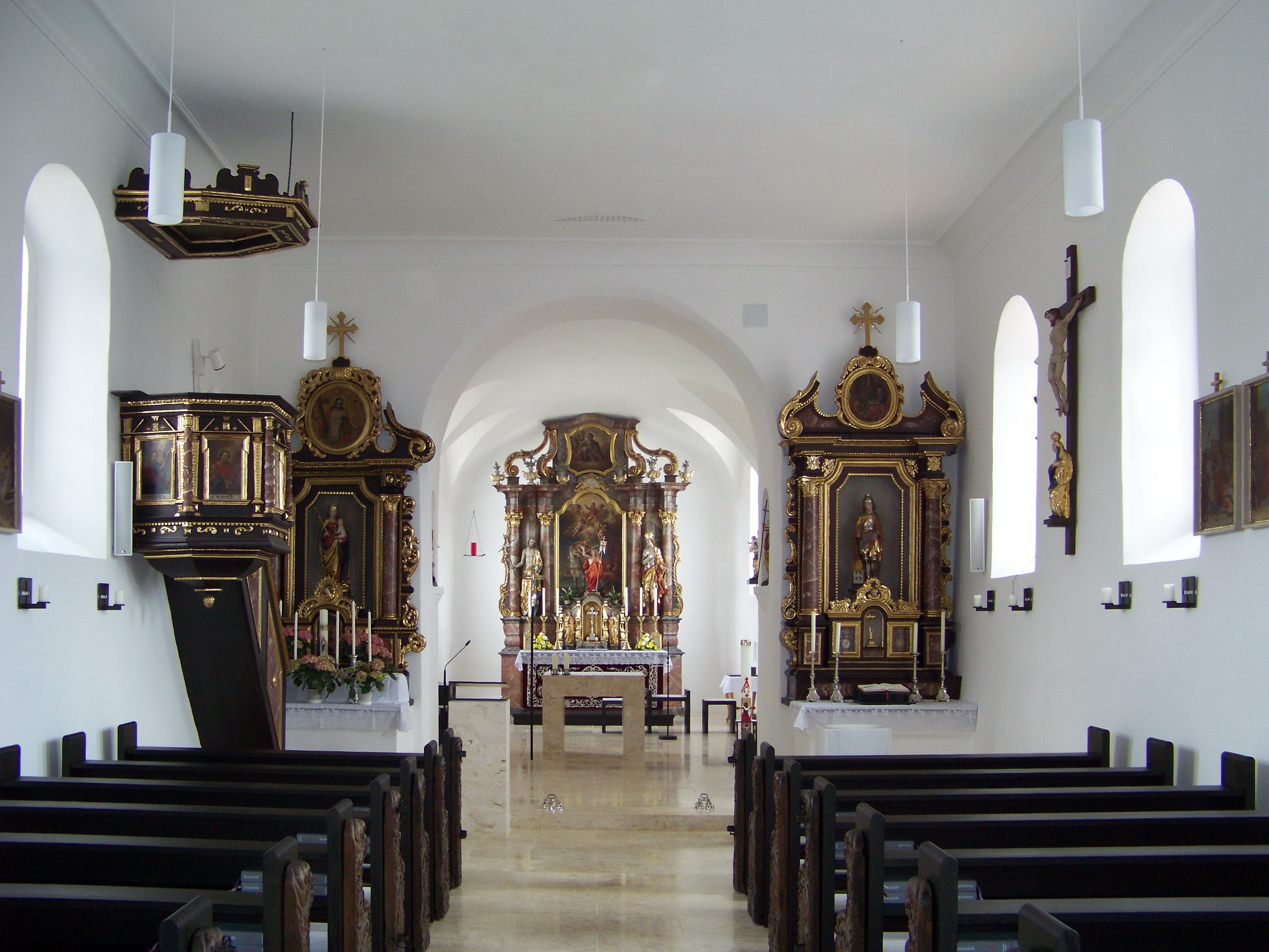
Innenraum

Die römisch-katholische Kirche St. Martin steht in Dornwang, einem Gemeindeteil von Moosthenning im niederbayerischen Landkreis Dingolfing-Landau. Sie ist in der Liste der Baudenkmäler in Moosthenning unter der Nummer D-2-79-128-22 eingetragen. Die Kirche gehört zum Dekanat Dingolfing-Eggenfelden im Bistum Regensburg.

## Beschreibung
Die im Kern romanische Saalkirche wurde im 12. Jahrhundert erbaut. Sie besteht aus dem Langhaus, das 1908 nach Westen verlängert wurde, dem eingezogenen, halbrund geschlossenen Chor zu drei Jochen im Osten, der am Anfang des 18. Jahrhunderts barock erneuert wurde, dem Chorflankenturm an der Südwand des Chors, dessen untere Geschosse gotisch sind, und einer Sakristei in der Südostecke von Turm und Chor. Der Turm wurde im zweiten Viertel des 17. Jahrhunderts mit einem achteckigen Geschoss aufgestockt, um den Glockenstuhl und die Turmuhr unterzubringen, und mit einer Zwiebelhaube bekrönt. 
Im Innern ist das Langhaus ist mit einer Flachdecke überspannt, der Chor mit einem Stichkappengewölbeund das Erdgeschoss des Turms mit einem Kreuzrippengewölbe. Der um 1750 aufgestellte Hochaltar wird von Statuen des heiligen Sebastian und des Johannes des Täufers flankiert.
Die 1891 von Ludwig Edenhofer junior gebaute Orgel wurde durch eine elektronische Orgel ersetzt. Die Edenhofer-Orgel wurde zunächst 1978 auf dem Dachboden der Kirche eingelagert und 1986 an das Kloster Windberg verschenkt. Das sechsregistrige mechanische Kegelladen-Instrument wurde von Gerhard Schmid restauriert und auf der südlichen Querhausempore der Klosterkirche aufgebaut.